# Valerio Vallanía
Valerio Ángel Vallanía (ur. 14 lipca 1906 w Córdobie, zm. 8 października 1998 tamże) – argentyński lekkoatleta, uczestnik Igrzysk Olimpijskich 1928 oraz multimedalista lekkoatletycznych mistrzostw Ameryki Południowej.
Podczas Igrzysk Olimpijskich w Amsterdamie w 1928 roku uczestniczył w biegu na 110 metrów przez płotki oraz skoku wzwyż. W biegu na 110 metrów przez płotki odpadł już w pierwszej rundzie, natomiast w skoku wzwyż w kwalifikacjach skoczył 1,77 m, co nie dało mu awansu do finału i ostatecznie został sklasyfikowany na 19. pozycji.
Zawodnik zdobył łącznie 12 medali na lekkoatletycznych mistrzostwach Ameryki Południowej: pięć w skoku wzwyż (wszystkie złote – 1924, 1926, 1927, 1929 i 1931), cztery w biegu na 110 metrów przez płotki (trzy złote – 1926, 1927 i 1929 oraz jeden brązowy – 1931), dwa w skoku w dal (złoty – 1926 i brązowy – 1927) oraz jeden w dziesięcioboju (złoty – 1926). Ponadto Vallanía zdobył także złoty medal w skoku wzwyż na nieoficjalnych lekkoatletycznych mistrzostwach Ameryki Południowej w 1922 roku.
Rekord życiowy zawodnika w biegu na 110 metrów przez płotki wynosi 15,3 s (1929), a w skoku wzwyż – 1,91 m (1932).